# 金策製鉄所
金策製鉄所（きんさくせいてつしょ、キムチェクせいてつしょ）は、朝鮮民主主義人民共和国（北朝鮮）の咸鏡北道清津市にある同国最大の製鉄所である。工場の敷地面積は、430万m2（約130万坪）。

## 沿革

### 前身
日本統治時代の1942年に日本製鐵が建設した「清津製鉄所」が前身である。初期には製鋼・圧延設備がなく、溶鉱炉設備のみで銑鉄を生産していた。

### 第二次世界大戦後
北朝鮮の建国後、朝鮮戦争の影響で約10年間は稼動が中断していた。
金策製鉄所は、朝鮮戦争中に死去した北朝鮮の金策副首相兼産業相の名称を冠して清津製鉄所から改称した。
1950年代後半に操業再開して1960年代には一部の溶鉱炉を改善、拡張して小規模の鉄鉱と圧延鋼材を生産した。
1970年代にソ連の経済技術支援で大規模に拡張工事がされて製銑・製鋼・圧延の要素を構えた一貫製鉄所になった。
1980年代後半に再び拡張工事がされて鋼鉄生産量は年間約240万トンになった。これは、北朝鮮全体の年間鋼鉄生産量、約600万トンの約40％に当たる。
1990年代以降、電力事情の悪化と食料難や原料供給の不足などの経済危機や設備の老朽化により、鋼鉄生産量は減少している。
金策製鉄所は鉄鋼生産の効率を高めて原料供給、輸送を円滑に行うために関連企業を統合した「金策製鉄連合企業所」を構成している。